# Elektrisk skarvteknik
Elektrisk skarvteknik är olika tekniker för att förbinda en elektronisk komponent med en sladd.

## Skruvplint
1. Metallbleck med skruv som fixerar ingående avisolerade ledning med plastförhöjningar på två sidor för att förhindra kontakt med nästa. Flera enheter stackas sedan bredvid varandra upp till ca ~100 st. Vanligt i telekom och styr- & reglersammanhang.
2. Liknande sockerbit men endast avsett för en ingående ledning, där den andra kontakteras via kretskortsmontering eller liknande.

## Skarvdon
Med skarvdon avses oftast en elektrisk hankontakt eller honkontakt.

## Sockerbit

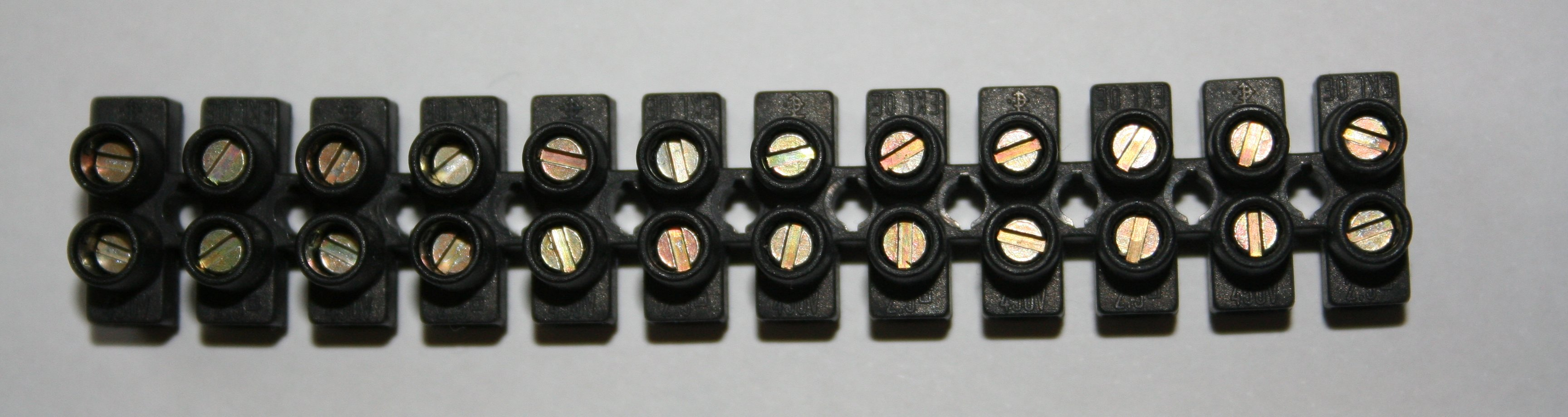
Sockerbit

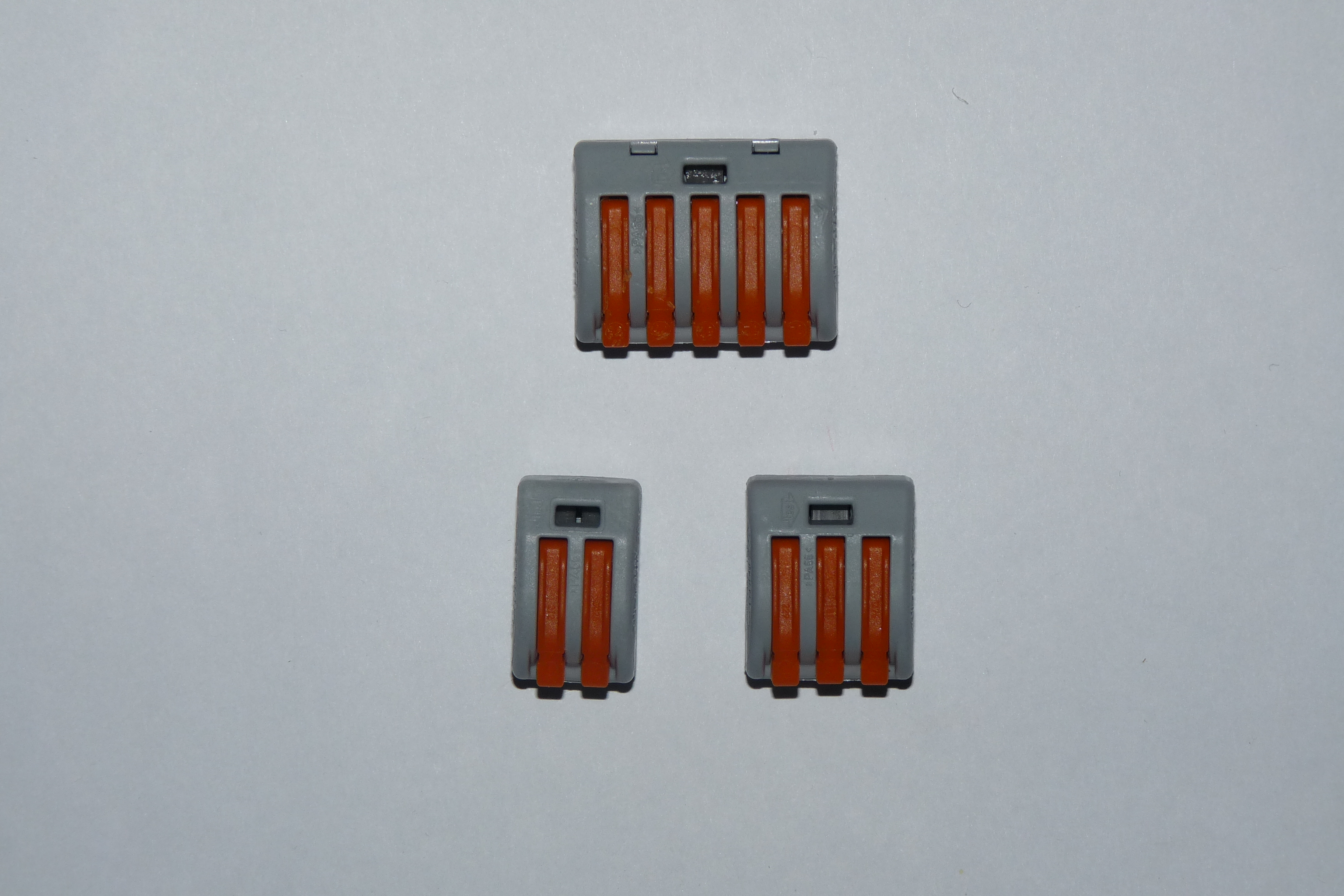
Wagoklämmor

En metallbit med en cylinderformad ihålighet där två skruvar kan hålla fast varsin eller flera ingående avisolerade ledare. Metallbiten är i sin tur ingjuten i plast med urtag för skruvarna. Kan vara försedda med trådskydd, en liten metallbygel, som gör att ledarna/kardelerna ("trådarna") inte skadas av skruven.

## Skarvklämma
Skarvklämma används för att koppla samman till exempel telefonledningar. Den ser ut som en rund ögla där båda trådarna skjuts in och försluts hermetiskt. Används vanligtvis av telefontekniker.
Kallas med slanguttryck för 'Fisköga', 'Loppa' eller 'Vaselinklämma' inom telemontörsbranschen.
Ex. Det var avbrott i kundens nät, skarvade ihop det med ett fisköga